# Radio Jade
Radio Jade est une station de radio associative locale de Basse-Saxe.

## Histoire
La radio pirate Radio Überleben (Survie en français) émet pour la première fois le 22 avril 1992 un court programme. Les membres sont pour la plupart d'anciens employés de l'usine d'Olympia Werke qui vient de fermer et font du militantisme pour l'emploi.L'année suivante, Radio Überleben émet presque tous les mercredis un programme d'un quart d'heure à une demi-heure, quand la transmission n'est pas interrompue à cause de sa situation de pirate.
Au moment de l'ouverture des fréquences en Basse-Saxe le 9 novembre 1993, la radio pirate dépose un dossier pour émettre à Wilhelmshaven et dans la Frise.
Le 2 février 1995, l'association qui donnera lieu à Radio Jade est créée. Radio Jade gagne contre deux concurrents et reçoit le 10 septembre 1996 une licence de radiodiffusion. Après la construction de l'infrastructure nécessaire pour le mode de transmission et le travail éditorial, la radio commence à diffuser ses programmes le 30 août 1997.

### Source de la traduction
- (de) Cet article est partiellement ou en totalité issu de l’article de Wikipédia en allemand intitulé « Radio Jade » (voir la liste des auteurs).